# (37044) Papymarcel
(37044) Papymarcel est un astéroïde de la ceinture principale.

## Description
(37044) Papymarcel est un astéroïde de la ceinture principale. Il fut découvert le 27 octobre 2000 par Jean-Claude Merlin au Creusot et dénommé provisoirement (2000) UE29. 
Il présente une orbite caractérisée par un semi grand axe de 3,078 UA, une excentricité de 0,175 et une inclinaison de 0,36° par rapport à l'écliptique.
Il fut nommé en l'honneur de Marcel Alphonse Merlin (né en 1922), père du découvreur afin de célébrer ses 80 ans et qui fut le principal artisan de la construction de son observatoire privé.